# Цетанове число
Цетáнове числó — критерій, що характеризує займистість дизельних палив. Ц.ч. чисельно дорівнює об'ємній частці цетану (С16Н34, гексадекан), ц.ч. якого приймається за 100, у суміші із α-метилнафталіном (ц.ч. = 0). Коли ДП характеризується такою ж займистістю, визначеною на дослідному двигуні, що і модельна суміш цих двох вуглеводнів, то цетанове число даного палива приймають рівним відсотковій частці цетану у цій суміші. Чим воно більше, тим легша займистість суміші при стисненні.
Оптимальну роботу стандартних двигунів забезпечують палива з ц.ч. 40—55. При ц.ч. меншому від 40 різко зростає затримка запалювання (час між початком вприскування і займанням палива) і швидкість наростання тиску в камері згоряння, збільшується зношування двигуна. Стандартне паливо характеризується цетановим числом 40—45, а паливо вищої якості (преміум) має цетанове число 45—50.
Необхідне цетанове число залежить від типу двигуна (його швидкохідності і ступеня стиску), а також від інших факторів. Оптимальне ЦЧ при різній частоті обертання колінвалу n визначається за формулою:
ЦЧ = 3,5•n1/3
Преміум ДП легше і містить більше легкозаймистих легких фракцій і тому придатніше для запуску двигуна у холодну погоду; крім того, співвідношення водню до вуглецю у легких фракціях вище, тому при згоранні такого ДП утворюється менше диму. При ц.ч. понад 60 знижується повнота згоряння палива, зростає димність викидних газів, підвищується витрата палива. Деякою мірою ц.ч. залежить від групового складу палива (частки парафінів, олефінів, нафтенів, ароматиків). Парафіни здатні до самозаймання при низьких температурах і є корисним компонентом ДП.
Оскільки вимірювання цетанового числа – трудомістка і дорога операція, у деяких країнах застосовують розрахунковий показник – дизельний індекс (ДІ), виходячи з анілінової точки (А) у градусах Фаренгейта і густини (d) при 15С в одиницях (градусах) API:
ДІ=А•d/100.
Формули переходу між одиницями СІ і API:
С=(F-32)/1,8 ; Град. API=141,5/d-131,5 ,
де d – густина при 15,6 С (60 F), г/мл.
Між дизельним індексом і цетановим числом існує наступна залежність:
Дизельний індекс	20 30 40 50 60 70
Цетанове число	   30 35 40 45 55 60
Часто для палив указують цетановий індекс – розрахункове цетанове число, що визначають за ДСТ-27768, виходячи з густини і 50% точки перегонки палива.
Варто мати на увазі, що всі разрахункові методи не дадуть правильних результатів для палив із присадками, що підвищують цетанове число.
Для оцінки ЦЧ палив із присадками може бути використаний лабораторний метод, заснований на порівнянні температур самозапалювання випробуваного зразка і модельної суміші цетану з α-метилнафталіном. Остання лінійно залежить від вмісту в ній компонентів. Розбіжність з методом визначення цетанового числа на стенді не перевищує 10%.
Паливний баланс на вітчизняних підприємствах у більшості випадків складається таким чином, що товарні палива мають досить високі цетанові числа і введення спеціальних присадок – промоторів запалення – непотрібне. При необхідності використовують присадки на базі алкилнітратів.